# Richard Crowley
Richard Crowley (* 14. Dezember 1836 in Pendleton, Niagara County, New York; † 22. Juli 1908 in Olcott Beach, New York) war ein US-amerikanischer Jurist und Politiker. Zwischen 1879 und 1883 vertrat er den Bundesstaat New York im US-Repräsentantenhaus.

## Werdegang
Richard Crowley besuchte die öffentlichen Schulen seiner Heimat und die Lockport Union School. Nach einem anschließenden Jurastudium und seiner 1860 erfolgten Zulassung als Rechtsanwalt begann er in Lockport in diesem Beruf zu arbeiten. In den Jahren 1865 und 1866 war er juristischer Vertreter dieser Stadt. Politisch schloss er sich der Republikanischen Partei an. Zwischen 1866 und 1870 saß er im Senat von New York; von 1871 bis 1879 war er als Nachfolger von William Dorsheimer Bundesstaatsanwalt für den nördlichen Teil dieses Staates.
Bei den Kongresswahlen des Jahres 1878 wurde Crowley im 31. Wahlbezirk von New York in das US-Repräsentantenhaus in Washington, D.C. gewählt, wo er am 4. März 1879 die Nachfolge des Demokraten Charles B. Benedict antrat. Nach einer Wiederwahl konnte er bis zum 3. März 1883 zwei Legislaturperioden im Kongress absolvieren. Ab 1881 leitete er das Committee on Claims.
Nach dem Ende seiner Zeit im US-Repräsentantenhaus praktizierte Crowley wieder als Anwalt. Im Jahr 1888 strebte er erfolglos die Rückkehr in den Kongress an. Von 1896 bis zu seinem Tod war er Berater der Staatsregierung von New York für Ansprüche, die aus den Folgen des Bürgerkrieges entstanden waren. Richard Crowley starb am 22. Juli 1908 in Olcott Beach nahe Lockport.